# WTCC i Brasilien 2010
FIA WTCC Race of Brazil 2010 var den första deltävlingen på den sjätte säsongen i FIA:s standardvagnsmästerskap World Touring Car Championship. Tävlingarna kördes den 7 mars på Autodromo Internacional de Curitiba.

## Inför
Varje år i Brasilien samlar man in mat till de fattiga i Brasilien. Varenda person i publiken tar då med sig minst 2 kilogram mat och det fungerar som biljett. Detta år hade man lyckats få in 43 ton.
Samma helg som WTCC kördes i Curitiba, kördes även Rally Internacional de Curitiba där. Rallyt, som ingick i Intercontinental Rally Challenge, vanns av Kris Meeke.

## Kvalet
Kvalet kördes lördagen den 6 mars. Nitton bilar kom till start och Robert Huff var snabbast i Q1. På Huffs sista flygande varv i Q2, åkte Norbert Michelisz av banan precis framför honom. Huffs varv var så snabbt att det antagligen hade gett honom pole position, men han förlorade läget när han var tvungen att bromsa för Michelisz bil. Huff var inte glad efter kvalet, då han ville starta säsongen med en pole. Istället fick Yvan Muller, som till den här säsongen gått över till Chevrolet, pole position.
| P. | Nr | Förare            | Bilmärke          | Team                        | Klass | Tid        |
| -- | -- | ----------------- | ----------------- | --------------------------- | ----- | ---------- |
| 1  | 6  | Yvan Muller       | Chevrolet Cruze   | Chevrolet WTCC              | M     | 1:23.725   |
| 2  | 4  | Jordi Gené        | SEAT León TDi     | SR-Sport                    |       | +0,032     |
| 3  | 8  | Alain Menu        | Chevrolet Cruze   | Chevrolet WTCC              | M     | +0,104     |
| 4  | 7  | Robert Huff       | Chevrolet Cruze   | Chevrolet WTCC              | M     | +0,108     |
| 5  | 1  | Gabriele Tarquini | SEAT León TDi     | SR-Sport                    |       | +0,109     |
| 6  | 11 | Andy Priaulx      | BMW 320si         | BMW Team RBM                | M     | +0,230     |
| 7  | 10 | Augusto Farfus    | BMW 320si         | BMW Team RBM                | M     | +0,256     |
| 8  | 17 | Michel Nykjær     | SEAT León TDi     | SUNRED Engineering          | RC    | +0,436     |
| 9  | 2  | Tom Coronel       | SEAT León TDi     | SR-Sport                    |       | +0,600     |
| 10 | 5  | Norbert Michelisz | SEAT León TDi     | Zengõ-Denison Motorsport    | RC    | +1,201     |
| 11 | 3  | Tiago Monteiro    | SEAT León TDi     | SR-Sport                    |       | (1:24,562) |
| 12 | 18 | Fredy Barth       | SEAT León TDi     | SUNRED Engineering          | RC    | (1:24,983) |
| 13 | 26 | Stefano D'Aste    | BMW 320si         | Scuderia Proteam Motorsport | IT    | (1:25,153) |
| 14 | 20 | Darryl O'Young    | Chevrolet Lacetti | bamboo-engineering          | IT RC | (1:25,328) |
| 15 | 21 | Mehdi Bennani     | BMW 320si         | Wiechers-Sport              | IT RC | (1:25,486) |
| 16 | 15 | Franz Engstler    | BMW 320si         | Liqui Moly Team Engstler    | IT    | (1:25,547) |
| 17 | 25 | Sergio Hernández  | BMW 320si         | Scuderia Proteam Motorsport | IT    | (1:25,826) |
| 18 | 19 | Harry Vaulkhard   | Chevrolet Lacetti | bamboo-engineering          | IT RC | (1:25,841) |
| 19 | 16 | Andrei Romanov    | BMW 320si         | Liqui Moly Team Engstler    | IT    | (1:27,567) |

## Race 1
Under dagen hade det regnat mycket, men till första racet hade det slutat. Banan var fortfarande mycket blöt så starten gick bakom Safety Car med Sergio Hernández längst bak, efter att ha bytt motor. Tom Coronel hade tänkt starta på slicks, men hade precis innan start bytt till regndäck. De första två varven kördes bakom Safety Car, innan man släppte fältet. Två varv lades till, så de från börjad fjorton varven utökades till sexton. Jordi Gené, som startade tvåa, bromsade alldeles för sent in i första kurvan. Han förlorade inte mycket på det, men desto mer när han åkte av ännu värre i femte kurvan. Han tappade många placeringar och helt plötsligt var det tre Chevrolet längst fram. Första kurvan var det många som hade problem med. På det andra varvet (som inte var bakom Safety Car), gjorde Tom Coronel och Gabriele Tarquini exakt samma sak som sin teamkompis Jordi Gené. Det märktes att SR-Sport hade sämst grepp i första kurvan, för på det tredje varvet var det Tiago Monteiro tur. På det tredje varvet var även Mehdi Bennani ute och snurrade långt ut på gräset. På varv fyra (eller sex beroende på hur man räknar) bröt den första bilen racet. Det var Andrei Romanov som spann av och slog i räcket lite lätt. På femte kom den första riktiga omkörningen. Det var Tom Coronel som lyckades ta sig om Augusto Farfus, men det höll inte länge. För tre varv senare passerade både Farfus och Jordi Gené, som jagade upp genom fältet, Coronel. Robert Huff var betydligt snabbare än Yvan Muller längst fram i täten, men lyckades inte komma om. Alain Menu hade tappat lite tid på Muller och Huff och låg på tredje plats. På tionde varvet utan Safety Car var det Michel Nykjærs tur att missa i första kurvan och Norbert Michelsz lyckades passera upp till nionde plats. På trettonde varvet stressade Fredy Barth Michelisz hårt och i första kurvan missade Barth, som så många andra, linjen och åkte ut en bit utanför banan. Nykjær och Monteiro följde efter. I det läget hade alla SEAT:arna gjort exakt samma sak. I slutet av racet hade även Darryl O'Young och Stefano D'Aste en tuff kamp. Det hela slutade med att D'Aste var tvungen att parkera på sista varvet, efter att ha varit i ledningen i Yokohama Independents' Trophy. Istället vann Sergio Hernández, trots att han startat sist, före Franz Engstler i privatförarcupen. I täten blev det inga större placeringsförändringar på sista varvet, utan Chevrolet tog en trippel med Yvan Muller längst fram. Andrei Romanov var den enda som bröt loppet.
Under presskonferensen efter loppet berättade Alain Menu att han trodde att banan skulle torka upp snabbare än vad den gjorde. Därför hade han torrinställning på bilen och det var förklaringen att han inte hängde med de andra Chevroletbilarna. 
| P. | Nr | Av. | Förare            | Bilmärke          | Team                        | Klass | Tid           | Poäng | Poäng IT | Poäng RC |
| -- | -- | --- | ----------------- | ----------------- | --------------------------- | ----- | ------------- | ----- | -------- | -------- |
| 1  | 6  | →   | Yvan Muller       | Chevrolet Cruze   | Chevrolet WTCC              | M     | 26:57.181     | 25    |          |          |
| 2  | 7  | ↑2  | Robert Huff       | Chevrolet Cruze   | Chevrolet WTCC              | M     | +1,053        | 18    |          |          |
| 3  | 8  | →   | Alain Menu        | Chevrolet Cruze   | Chevrolet WTCC              | M     | +5,582        | 15    |          |          |
| 4  | 1  | ↑1  | Gabriele Tarquini | SEAT León TDi     | SR-Sport                    |       | +7,136        | 12    |          |          |
| 5  | 11 | ↑1  | Andy Priaulx      | BMW 320si         | BMW Team RBM                | M     | +11,625       | 10    |          |          |
| 6  | 10 | ↑1  | Augusto Farfus    | BMW 320si         | BMW Team RBM                | M     | +12,098       | 8     |          |          |
| 7  | 4  | ↓5  | Jordi Gené        | SEAT León TDi     | SR-Sport                    |       | +14,379       | 6     |          |          |
| 8  | 2  | ↑1  | Tom Coronel       | SEAT León TDi     | SR-Sport                    |       | +14,647       | 4     |          |          |
| 9  | 18 | ↑3  | Fredy Barth       | SEAT León TDi     | SUNRED Engineering          | RC    | +18,773       | 2     |          | 10       |
| 10 | 5  | →   | Norbert Michelisz | SEAT León TDi     | Zengõ-Denison Motorsport    | RC    | +20,359       | 1     |          | 8        |
| 11 | 3  | →   | Tiago Monteiro    | SEAT León TDi     | SR-Sport                    |       | +21,691       |       |          |          |
| 12 | 17 | ↓4  | Michel Nykjær     | SEAT León TDi     | SUNRED Engineering          | RC    | +22,645       |       |          | 6        |
| 13 | 25 | ↑6  | Sergio Hernández  | BMW 320si         | Scuderia Proteam Motorsport | IT    | +34,973       |       | 11       |          |
| 14 | 15 | ↑2  | Franz Engstler    | BMW 320si         | Liqui Moly Team Engstler    | IT    | +38,092       |       | 8        |          |
| 15 | 20 | ↓1  | Darryl O'Young    | Chevrolet Lacetti | bamboo-engineering          | IT RC | +44,692       |       | 6        | 5        |
| 16 | 19 | ↑2  | Harry Vaulkhard   | Chevrolet Lacetti | bamboo-engineering          | IT RC | +50,005       |       | 5        | 4        |
| 17 | 26 | ↓4  | Stefano D'Aste    | BMW 320si         | Scuderia Proteam Motorsport | IT    | +50,742       |       | 5        |          |
| 18 | 21 | ↓3  | Mehdi Bennani     | BMW 320si         | Wiechers-Sport              | IT RC | +1:20,825     |       | 3        | 3        |
| -  | 16 | ↓1  | Andrei Romanov    | BMW 320si         | Liqui Moly Team Engstler    | IT    | Bröt (varv 5) |       |          |          |

| Ikon | Deltar i                      | Betydelse                |
| ---- | ----------------------------- | ------------------------ |
| M    | Manufacturers' Championship   | Konstruktörsmästerskapet |
| IT   | Yokohama Independents' Trophy | Privatförarmästerskapet  |
| RC   | WTCC Rookie Challenge         | Rookiemästerskapet       |

## Race 2
Till det andra racet hade banan torkat upp helt och solen sken. Andrei Romanov, som bröt i första racet, kom inte till start. Något var trasigt på bilen och man hade inte lyckats reparera det. Fredy Barth hade också problem. Bilen hann inte bli klar innan depågatan stängdes och han var då tvungen att starta från depån. I starten var Tom Coronel, från sin pole position, på väg att göra en tjuvstart. Han ryckte till men bromsade direkt. Istället för att tjäna på det tappade han två platser. Även Augusto Farfus gjorde en helt katastrofal start och han tappade ett par placeringar. För Coronels del blev det heller inte bättre när de kom in i första kurvan. Han blev påkörd av Robert Huff och gjorde flera piruetter in i däckbarriären. Han lyckades linka sig ut på banan, men med ett trasigt styrstag där bak. Han tog sig tillbaka till depån och racet var förstört. Andy Priaulx kom inte längre än Coronel, snarare kortare. Redan på raksträckan fick han en stöt i sidan och främre styrstag gick av. Efter att Coronel brutit, tog Jordi Gené över ledningen. Han lyckades hålla den i två varv, innan Gabriele Tarquini körde om honom i första kurvan. Bakom de båda SEAT:arna låg de tre Chevroleterna på rad. Rob Huff, som låg först av dem, kom långt ut i kurva 1 och blev passerad av de två andra. Augusto Farfus närmade sig Huff bakifrån och på det sjätte varvet tände han lamporna och ville om. Det var även en mycket tät strid om ledningen i Yokohama Independents' Trophy, där Sergio Hernández körde om Franz Engstler. 
När ledningen var ute på åttonde varvet hade man lagat Tom Coronels bil och han kom ut på banan igen. Det blev dock bara ett varv för Coronel som återvände in i depån direkt. På nionde varvet höll Norbert Michelisz på att göra samma misstag som under kvalet, då han i utgången av kurva tolv, kom ut med bakvagnen på gräset. Michelisz lyckades hålla kvar bilen på banan och han tappade ingen placering på det. Farfus jagade allt vad han hade bakom Huff, men lyckades inte komma om då Chevroleten hade högre toppfart på raksträckorna. På sista varvet jagade Yvan Muller Alain Menu och var i kurva nio uppe en bit i sidan på Menus bil. Försöket att komma om misslyckades dock. Gabriele Tarquini kunde passera mållinjen som segrare i loppet före Jordi Gené. I privatförarcupen vann Sergio Hernández tätt följd av Franz Engstler.
I en intervju efter loppet berättade Tarquini att han fick en bra start utan att veta varför och att det var det som lade grunden till segern. 
| P. | Nr | Av. | Förare            | Bilmärke          | Team                        | Klass | Tid                     | Poäng | Poäng IT | Poäng RC |
| -- | -- | --- | ----------------- | ----------------- | --------------------------- | ----- | ----------------------- | ----- | -------- | -------- |
| 1  | 1  | ↑4  | Gabriele Tarquini | SEAT León TDi     | SR-Sport                    |       | 20:13,311               | 25    |          |          |
| 2  | 4  | →   | Jordi Gené        | SEAT León TDi     | SR-Sport                    |       | +1,276                  | 18    |          |          |
| 3  | 8  | ↑3  | Alain Menu        | Chevrolet Cruze   | Chevrolet WTCC              | M     | +5,407                  | 15    |          |          |
| 4  | 6  | ↑4  | Yvan Muller       | Chevrolet Cruze   | Chevrolet WTCC              | M     | +5,985                  | 12    |          |          |
| 5  | 7  | ↑2  | Robert Huff       | Chevrolet Cruze   | Chevrolet WTCC              | M     | +8,295                  | 10    |          |          |
| 6  | 10 | ↓3  | Augusto Farfus    | BMW 320si         | BMW Team RBM                | M     | +8,596                  | 8     |          |          |
| 7  | 3  | ↑4  | Tiago Monteiro    | SEAT León TDi     | SR-Sport                    |       | +10,419                 | 6     |          |          |
| 8  | 17 | ↑4  | Michel Nykjær     | SEAT León TDi     | SUNRED Engineering          | RC    | +11,808                 | 4     |          | 10       |
| 9  | 5  | ↑1  | Norbert Michelisz | SEAT León TDi     | Zengõ-Denison Motorsport    | RC    | +17,576                 | 2     |          | 8        |
| 10 | 25 | ↑3  | Sergio Hernández  | BMW 320si         | Scuderia Proteam Motorsport | IT    | +24,244                 | 1     | 12       |          |
| 11 | 15 | ↑3  | Franz Engstler    | BMW 320si         | Liqui Moly Team Engstler    | IT    | +24,643                 |       | 8        |          |
| 12 | 21 | ↑6  | Mehdi Bennani     | BMW 320si         | Wiechers-Sport              | IT RC | +30,072                 |       | 6        | 6        |
| 13 | 19 | ↑3  | Harry Vaulkhard   | Chevrolet Lacetti | bamboo-engineering          | IT RC | +30,923                 |       | 5        | 5        |
| 14 | 26 | ↑3  | Stefano D'Aste    | BMW 320si         | Scuderia Proteam Motorsport | IT    | +40,328                 |       | 4        |          |
| 15 | 20 | →   | Darryl O'Young    | Chevrolet Lacetti | bamboo-engineering          | IT RC | +40,481                 |       | 3        | 4        |
| 16 | 18 | ↓7  | Fredy Barth       | SEAT León TDi     | SUNRED Engineering          | RC    | +1:09,780               |       |          | 3        |
| -  | 2  | ↓16 | Tom Coronel       | SEAT León TDi     | SR-Sport                    |       | Bröt (styrstag, varv 1) |       |          |          |
| -  | 11 | ↓14 | Andy Priaulx      | BMW 320si         | BMW Team RBM                | M     | Bröt (styrstag, varv 1) |       |          |          |
| -  | 16 | →   | Andrei Romanov    | BMW 320si         | Liqui Moly Team Engstler    | IT    | Startade ej             |       |          |          |

| Ikon | Deltar i                      | Betydelse                |
| ---- | ----------------------------- | ------------------------ |
| M    | Manufacturers' Championship   | Konstruktörsmästerskapet |
| IT   | Yokohama Independents' Trophy | Privatförarmästerskapet  |
| RC   | WTCC Rookie Challenge         | Rookiemästerskapet       |